# Ampliación Tres de Mayo
Ampliación Tres de Mayo är en ort i Mexiko.   Den ligger i kommunen Motozintla och delstaten Chiapas, i den sydöstra delen av landet, 800 km sydost om huvudstaden Mexico City. Ampliación Tres de Mayo ligger 1 717 meter över havet och antalet invånare är 321.
Terrängen runt Ampliación Tres de Mayo är bergig åt nordost, men åt sydväst är den kuperad. Runt Ampliación Tres de Mayo är det ganska tätbefolkat, med 78 invånare per kvadratkilometer. Närmaste större samhälle är Motozintla de Mendoza, 15,4 km öster om Ampliación Tres de Mayo. I omgivningarna runt Ampliación Tres de Mayo växer i huvudsak städsegrön lövskog.